# Francesc Salvà i Campillo

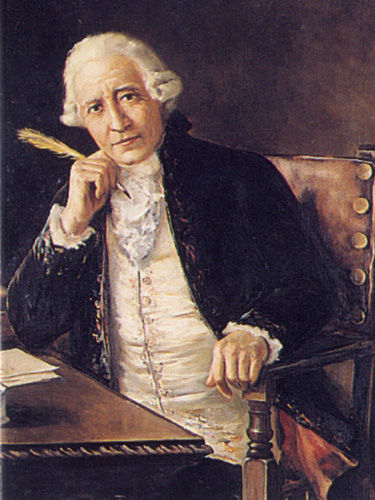
Francesc Salvà i Campillo

Francesc Salvà i Campillo (* 12. Juli 1751 in Barcelona; † 13. Februar 1828) war ein spanischer Arzt und Erfinder.
Als Sohn eines Arztes am Hospital in Barcelona, begann er seine Ausbildung an der Hochschule der Bischöfe von Barcelona. Er studierte an den Universitäten von Valencia und Huesca und erhielt mit zwanzig Jahren seinen Bachelor in Medizin.
Es war ein großer Förderer der Impfung gegen Pocken mit dem Jenner-Impfstoff und schrieb wichtige Werke zu verschiedenen Krankheiten, einschließlich Gelbfieber.
Er übersetzte zahlreiche Werke, entwickelte eine Vorliebe für Meteorologie und machte tägliche drei Wetterbeobachtungen für das Journal von Barcelona. 1784 stieg er vom Obstgarten in der Plaza Santa Ana mit einem Heißluftballon auf. Er erfand eine Maschine für die Verpackung von Hanf und ein Boot zur Unterwasser-Navigation, wobei er aber das Problem mit der Innenraumluft nicht löste.
Am 16. Dezember 1795 berichtet er der Akademie in Barcelona über seine Versuche zur drahtlosen Telegraphie.
1804 baute er einen Elektrolyt-Telegrafen mit 26 Leitungen, an deren Enden sich Glasröhrchen befanden, in denen sich Flüssigkeit bei einem Stromstoß zersetzte. Einen ähnlichen baute fünf Jahre später Samuel Thomas von Soemmerring.